# Milan Kerbr
Milan Kerbr (Uherské Hradiště, 1967. szeptember 6. –) cseh válogatott labdarúgó.

## Pályafutása

### Klubcsapatban
1989 és 1991 között a Svit Zlín játékosa volt. Ezt követően leigazolta Sigma Olomouc és pályafutása nagy részét itt töltötte. Később szerepelt még különböző német csapatokban is, melyek a következők voltak: Greuther Fürth, SC Weismain, SSV Reutlingen.

### A válogatottban
1996-ban 2 alkalommal szerepelt a cseh válogatottban. Részt vett az 1996-os Európa-bajnokságon.

## Sikerei, díjai
Csehország
- Európa-bajnoki döntős (1): 1996

## Külső hivatkozások
- Milan Kerbr adatlapja a National-Football-Teams.com oldalon (angolul)

- Milan Kerbr (angol nyelven). FootballDatabase.eu
- Milan Kerbr (angol nyelven). eu-football.info
- Milan Kerbr (cseh nyelven). fotbal.cz, FAČR